# Lycaeides lapponica
Lycaeides lapponica är en fjärilsart som beskrevs av Gerhard 1835. Lycaeides lapponica ingår i släktet Lycaeides och familjen juvelvingar. Inga underarter finns listade i Catalogue of Life.